# Cyclostremella concordia
Cyclostremella concordia är en snäckart som beskrevs av Bartsch 1920. Cyclostremella concordia ingår i släktet Cyclostremella och familjen Pyramidellidae. Inga underarter finns listade i Catalogue of Life.